# 大澤豊 (映画監督)
大澤 豊（おおさわ ゆたか、1935年〈昭和10年〉11月15日 - 2020年〈令和2年〉1月1日）は、日本の映画監督。有限会社こぶしプロダクション代表。

## 略歴・人物
群馬県高崎市出身。群馬県立高崎高等学校、群馬大学教育学部卒業。太平洋戦争中の疎開を描いた『ボクちゃんの戦場』（原作：奥田継夫、出演：前田吟・藤田弓子）で1985年（昭和60年）ベルリン国際映画祭児童映画部門3賞を受賞した。
そのほか、1997年（平成9年）日本映画ペンクラブ賞を、2000年手話をテーマにした『アイ・ラヴ・ユー』で日本アカデミー賞特別賞を、2011年『いのちの山河〜日本の青空II〜』で岩手県いのちの灯文化賞を受賞した。
東京都葛飾区在住。晩年には平和運動に傾倒し、葛飾ビラ配布弾圧事件の救援会である「ビラ配布の自由を守る会」世話人を務めたり、選挙のたびに日本共産党への支持を表明。2017年の衆院選でも、俳優の加藤剛やアニメーション映画監督の高畑勲などとともに、著名人67人として共産党への期待を表明し「核兵器禁止条約に署名する国の先頭に立たねばなりません。」とコメントしたりしていた。

### 年譜
- 1958年（昭和33年） - 独立プロ入社
- 1960年 - 助監督に昇進
- 1978年 - 「ガキ大将行進曲」で監督デビュー
- 1981年 - こぶしプロダクション設立
- 1985年 - ベルリン映画祭児童映画部門国際青少年映画賞受賞

## 主な作品
- ガキ大将行進曲（1978年）
- 青葉学園物語（1981年）
- ボクちゃんの戦場（1985年）
- 遥かなる甲子園（1990年〈平成2年〉）
- GAMA 月桃の花（1996年）
- 金色のクジラ（1996年、原作：岸川悦子、出演：永島暎子・三浦浩一[5]）
- アイ・ラヴ・ユー（1999年）
- アイ・ラヴ・フレンズ（2001年）
- アイ・ラヴ・ピース（2003年）
- 日本の青空（2007年）
- いのちの山河〜日本の青空II〜（2009年、出演：長谷川初範・とよた真帆・加藤剛[6]）